# Zaklada hrvatskog državnog zavjeta
Zaklada hrvatskog državnog zavjeta (kratica: ZHDZ) je politička zaklada čiji je zakladnik Hrvatska demokratska zajednica. Osnovana je na inicijativu Franje Tuđmana 12. listopada 1995. i prva je politička zaklada u Hrvatskoj. Zakladnik (osnivač) joj je Hrvatska demokratska zajednica. Prvi ravnatelj bio je Ivić Pašalić (do 15.lipnja 2002.), sadašnji ravnatelj je Srećko Prusina.

## Svrha zaklade
Cilj Zaklade je dati svoj doprinos jačanju političke kulture, kulture dijaloga, odnosno podržavanje izgradnje i nadogradnje demokratskog društva i pravne države te socijalno tržišnog gospodarstva kako bi se demokracija učvrstila, a smisao demokracije je dostojanstvo čovjeka i sloboda.
Misija Zaklade je postati centar izvrsnosti za političko obrazovanje i političko savjetovanje, djelujući na demokršćanskim temeljima, a kako se politička doktrina kršćanske demokracije uvelike oslanja na kršćansko-socijalni nauk u središtu doktrine je čovjek-osoba i njegovo dostojanstvo.
Pozivajući se na kršćansko-socijalni nauk, temeljne vrijednosti Zaklade hrvatskog državnog zavjeta počivaju na socijalnoj pravdi političke zajednice, koja u konačnici postoji radi općeg dobra, a zadaci Zaklade su da se na nacionalnom i međunarodnom planu putem političke naobrazbe zauzima za mir, slobodu i pravednost. 

## Znak Zaklade hrvatskog državnog zavjeta
Dio starohrvatskoga pletera izabran za znak jedan je od pet epigrafičkih spomenika nađenih na matičnom području ranije hrvatske države u kojima se spominje hrvatski knez Branimir, iz kojega je vremena prvi put spomenuto hrvatsko ime u kamenitom natpisu „Branimiro comes ... dux croatorum cogitavit – Branimir vojvoda ... knez Hrvata naumio je...“ Potječe iz vremena kad je mlada hrvatska kneževina prvi put dobila međunarodno priznanje – u Rimu 21. svibnja 879. godine – od pape Ivana VIII., što je, po tadašnjemu međunarodnomu pravu, a u skladu s poimanjem papinskog umiverzalizma i papinskim pravom priznavanja zakonitosti vlasti i vladara, značilo priznanje Branimira zakonitim vladarom, a Hrvatske neovisnom državom.

## Povijest

### Osnivanje
Poticaj za osnivanje zaklade dala je Mladež Hrvatske demokratske zajednice 1993. godine kada je predlagala osnivanje političke akademije po uzoru na Političku akademiju Austrijske narodne stranke (Politische Akademie der ÖVP) i bavarske zaklade Kršćansko-socijalne unije (Hanns-Seidel-Stiftung). Tu ideju prvenstvo su podržali mlađi dužnosnici stranke, posebno Ivić Pašalić.
Nakon oslobodilačke akcije "Oluje" Predsjedništvo HDZ-a na prijedlog Franje Tuđmana donijelo je odluku o osnivanju Zaklade hrvatskog državnog zavjeta, za upravitelja imenovan je Ivić Pašalić, a za njegovog zamjenika Zdeslav Milas. Nakon registracije postavljena je Zakladna uprava, te počinje djelovati 15.travnja 1996.

### Predavanja i stipendiranje
Prvo političko predavanje održao je ministar obrane Gojko Šušak na temu Uloga Hrvatske u Partnerstvu za mir. Zaklada je 1998./1999. obnovila rodnu kuću prvog hrvatskog predsjednika Franju Tuđmana u Velikom Trgovišću. U okviru projekta stipendiranja Zaklada je u razdoblju od 1996. do 1999. dala 112 stipendija, 77 dodiplomskih, 32 magisterija i 3 doktorata u vrijednosti milijun kuna.

### Preimenovanje zaklade po Franji Tuđmanu
Dana 21. studenoga 2000. na zajednički prijedlog Ivića Pašalića i Ive Sanadera Središnji odbor HDZ-a donosi odluku o pokretanju preimenovanja Zaklade u Zaklada hrvatskog državnog zavjeta - dr. Franjo Tuđman. Sukladno važećim zakonskim propisima, za korištenje imena potrebna je suglasnost svih nasljednika, tj. supruge Ankice Tuđman, te djece Miroslava, Nevenke i Stjepana Tuđmana. Nakon pobjede na 7. Općem saboru HDZ-a, u travnju 2002., Ive Sanadera nad Ivićem Pašalićem u utrci za predsjednika stranke (Sanader dobiva 51%, Pašalić 47%, a Maja Freundlich 2% glasova), Sanader dobiva većinu u Središnjem odboru i 15. lipnja uspjeva razriješiti tročlanu zakladnu upravu (uz Pašalića, Ivana Aralicu i Antu Belju, te postavlja novu na čelu s Neviom Šetićem. Istodobno Središnji odbor na prijedlog Sanader donosi odluku o preimenovanju zaklade u Zaklada dr. Franjo Tuđman.
Na smjenu zakladne uprave i promjenu naziva zaklade reagirala je obitelj Tuđman priopćenjem, u kojem odbija dati suglasnost za korištenje imena dr. Franje Tuđmana, te navode da "bi to bilo suprotno njegovu djelu i svjetonazoru. On je cijeli svoj život posvetio stvaranju suverene države Hrvatske i jedan je od najzaslužnijih što je ona stvorena na ideji pomirbe hrvatskih opcija i zajedništva domovinske i iseljene Hrvatske. U novonastalim političkim okolnostima i sveopćoj histeriji 'detuđmanizacije' članovi Uprave Zaklade bili su, i jesu, među onima koji su najdosljednije branili djelo prvog hrvatskog predsjednika."

### Oživljavanje zaklade
Zaklada od lipnja 2002. do svibnja 2006. nije imala značajnih aktivnosti, a do ponovnog aktiviranja Zaklade dolazi 16. svibnja 2006. kada predsjednik HDZ-a Ivo Sanader imenuje novu Zakladnu upravu. Ravnatelj postaje Srećko Prusina, suradnik Zaklade Konrad Adenauer. Uz Prusinu, novu zakladnu zakladnu upravu čine Hrvoje Parlov i Emil Tomljanović.
Zaklada naglasak stavlja na cjeloživotno obrazovanje, savjetovanje i međunarodnu suradnju. Projekti Zaklade uglavnom izvodi se u suradnji s inozemnim partnerima te se proširuje suradnja s najvećim europskim političkim zakladama. Naročito se uspostavlja i razvija suradnja s njemačkim zakladama Konrad Adenauer i Hanns Seidel, austrijskom Političkom akademijom Austrijske pučke stranke, švedskom zakladom Jarl Hjalmarsson, nizozemskom zakladom Eduardo Frei, europskim Institutom Robert Schuman (Bruxelles, Budimpešta), američkim Međunarodnim republikanskim institutom (SAD) i Političkom akademijom HDZ-a BiH. Politička akademija HDZ BiH se osniva uz potporu Zaklade hrvatskog državnog zavjeta te ostvaruje suradnju s njemačkim političkim zakladama Konrad Adenauer i Hanns Seidel.

Po uzoru na zapadnoeuropske političke zaklade, Zaklada širi suradnju s Mladeži Hrvatske demokratske zajednice u okviru raznih oblika cjeloživotnog političkog obrazovanja. ZHDZ stavlja naglasak na ovu vrstu suradnje jer politički pomladak smatra važnim ne samo za budućnost stranke, nego i države. Brojni su članovi Mladeži koji su, polazeći programe Zaklade, postali župani, gradonačelnici, načelnici općina, saborski zastupnici i drugi dužnosnici, a neki su svoje karijere razvili i na europskoj razini, od Europskog parlamenta do Mladeži Europske pučke stranke.

Zaklada je od 2007. jedna od prvih članica Wilfried Martens centra za europske studije, krovne europske demokršćanske zaklade Europske mreže političkih zaklada (ENOP). Od 2006. godine, na 640 događaja sudjelovalo je više od 35.000 osoba. Više od 10.000 članova Hrvatske demokratske zajednice završilo je različite oblike političke edukacije u sklopu rada Zaklade. U svibnju 2008. zaklada otvara Spomen-školu dr. Franje Tuđmana u Velikom Trgovišću, čime i na ovaj simboličan način odaje poštovanje prvom hrvatskom Predsjedniku. U siječnju 2013. Središnji odbor HDZ-a ponovno imenuje Prusinu za ravnatelja, a za nove članove uprave imenuje Zdravka Kedžu i zastupnika Europskog parlamenta Davora Ivu Stiera.

## Zakladne uprave

### 1. Zakladna uprava (listopad 1995. - studeni 1999.)
1. Ravnatelj: Ivić Pašalić
2. Član uprave: Smiljko Sokol
3. Član uprave: Ante Beljo

### 2. Zakladna uprava (studeni 1999. - lipanj 2002.)
1. Ravnatelj: Ivić Pašalić
2. Član uprave: Ivan Aralica
3. Član uprave: Ante Beljo

### 3. Zakladna uprava (lipanj 2002. - svibanj 2006.)
1. Ravantelj: Nevio Šetić
2. Član uprave: Dubravko Jelčić
3. Član uprave: Dragomir Mađerić

### 4. Zakladna uprava (svibanj 2006. do siječanj 2013)
1. Ravnatelj: Srećko Prusina
2. Član uprave: Hrvoje Parlov
3. Član uprave: Emil Tomljanović

### 5. Zakladna uprava (20. siječnja 2013)
1. Ravnatelj: Srećko Prusina
2. Član uprave: Davor Ivo Stier
3. Član uprave: Zdravko Kedžo

## Ustrojstvo zaklade

### Ustrojstvo zaklade od 1996.do 2002.
Zakladna djelatnost odvijala se po odjelima:
- Seminarska djelatnost: organizacija edukativnih i tematskih seminara, predavanja, rasprava, okruglih stolova i međunarodnih stručnih skupova
- Analitička djelatost: praćenje razvoja medija i istraživanje javnog mnijenja, praćenje predsjedničke kampanje 1997.
- Projekti i izdavačka djelatost: projekt stipendiranja nadarenih studenata, časopis "Državnost", projekt "HDZ na Internet"
- Povijesna i istraživačka djelatnost: uloga utemeljitelja suverene Hrvatske Franje Tuđmana, uloga HDZ-a u novijoj hrvatskoj povijesti
- Ured za Federaciju BiH: zakladna djelatnost preko Ureda u Mostaru, davanje potpore hrvatskom narodu u procesu izgradnje Federacije BiH.

## Politička i tematska djelatnost

### 1996. – 2002.
Od početka djelovanja 1996. do 30. rujna 2001. Zaklada bilježi 7094 sudionika iz političkog, znanstvenog, društvenog, gospodarskog i medijskog života na ukupno 185 različitih skupova; simpozija i rasprava, okruglih stolova i seminara. Na tematskim skupovima bili su uglavnom nazočni multiplikatori: sveučilišni profesori, eksperti, novinari, političari, analitičari, gospodarstvenici. Pored njih sudionici su bili i mlađa generacija, studenti i mladi, angažirani u nevladinim udrugama, njihov ukupni udjel bio je 20%.
Prema Izvješću Zaklade iz 2002. prosječan broj sudionika na skupu bio je 38; no broj sudionika ovisio prema karakteru skupa. Na radionicama bilo je 5-12 sudionika, na seminarima 15-35, na okruglim stolovima i raspravama 25-50, na simpozijima i znanstvenim skupovima 50-150. Na teritoriju Hrvatske nazočno je bilo 73,5% sudionika, u Bosni i Hercegovini 26,0%, a u Njemačkoj 0,5%. 
Na 80% skupova govorilo se hrvatski, dok su ostali skupovi bili dvojezični: njemački i hrvatski ili engleski i hrvatski, ponekad i trojezični: engleski, njemački i hrvatski. Prilikom predavanja francuske političarke Christine Boutin (Forum des Républicains Sociaux, povezana stranka UMP-a), održanom 12. siječnja 2002., skup je bio na francuskom jeziku, a tema se odnosila na na njeno viđenje Europe i Europske unije.
Glavne teme vođene su u okviru ciklusa demokratski dijalog. Područja političkih i društvenih tema bile su:
1. Društveni odnosi i opće političke teme
2. Gospodarska i socijalna politika
3. Vanjsko-političke teme
4. Uloga medija u društvu
5. Hrvati u Bosni i Hercegovini

## Izdavačka djelatnost

### Časopis "Državnost"
Zaklada je od svibnja 1997. do prosinca 1999. izdala vlastiti časopis za politiku, znanost, kulturu i gospodarstvo Državnost. Po godini tiskane su tri broja u nakladi po 2000 primjeraka. Ukupno je izašlo devet redovnih i jedno posebno izdanje. Glavni urednik bio je Nedjeljko Mihanović, a izvršni urednik Zlatko Stublić. 
Posebno izdanje objavljeno je 1998. i bilo je posvećeno analizi hrvatskih medija u Bosni i Hercegovini. Autor knjige bio je Zoran Tomić, urednik izdanja Zdeslav Milas.

### Publikacije vezane uz ulogu Franje Tuđmana
Zaklada je u spomen na prvog hrvatskog predsjednika izdala nekoliko knjiga: 
- Spomen kuća dr. Franje Tuđmana u Velikom Trgovišću, brošura, 1999.
- Mijatović, Anđelko: Pregled državničkog i političkog djelovanja dr. Franje Tuđmana 1989. – 1999., 2000., 278 stranica,
- Soave, Antonio J.: Moja voljena Hrvatska. Trenutak u životu Franje Tuđmana i zemlje koju je pomogao stvoriti, 2002., 158 stranica
- Mijatović, Anđelko: Franjo Tuđman - Govori i izlaganja 1998. – 1999., 2007.

### Ostale publikacije
Pored izdavanja časopisa Državnost i knjiga vezanih uz predsjednika Tuđmana, izdane su također sljedeće publikacije:
- Stublić, Zlatko: Zbornik Četvroga Općeg Sabora Hrvatske demokratske zajednice, 1998., 304 stranica
- Milas, Zdeslav, Stublić, Zlatko, Tomić, Zoran: Godišnje izvješće Zaklade 1996./97., 1998., 32 stranice
- Bemporad, Jack: Naše doba - razumijevanje kršćansko-židovskih odnosa, 1999., 96 str.
- Stublić, Zlatko: 1. sjednica Središnjeg odbora HDZ-a i zastupnika u Hrvatskom državnom saboru,  1999., 152 stranice
- Milas, Zdeslav, Stublić, Zlatko, Tomić, Zoran: Godišnje izvješće Zaklade 1998., 1999., 32 stranica
- Jack Bemporad i Michael Shevack: "Naše doba: povijesno novo doba kršćansko-židovskog razumijevanja", 1999.

## Međunarodna suradnja i međunarodni projekti Zaklade
U razdoblju od 1996. do 2002. vrlo tjesna suradnja odvijala se s bavarskom zakladom Kršćansko-socijalne unije Hanns-Seidel-Stiftung. Od 2006. tjesna suradnja postoji s njemačkom zakladom Kršćansko-demokratske unije Konrad-Adenauer-Stiftung. Suradnja se odvija također s austrijskom Političkom akademijom ÖVP-a.
Između ostalih, izdvajaju se sljedeći međunarodni projekti Zaklade:
2007. Zaklada je organizirala Skup
mladih Hrvata iz iseljeništva pod nazivom „Hrvatska srca moga dio“. Događaj je okupio mlade iz cijelog
svijeta i upoznao ih s političkom i kulturnom baštinom Hrvatske.

## Politička akademija i Politička akademija PLUS
Zaklada osniva 2007. svoju Političku akademiju namijenjenu izobrazbi stranačkih dužnosnika i članova većinom iz redova Mladeži HDZ-a. Radi se o jednogodišnjem programu cjeloživotnog obrazovanja. Do sada je ovaj program završilo 8 generacija, odnosno 327 polaznika. Na Političkoj akademiji izvodi se nastava iz sljedećih predmeta: Politička analiza, Odnosi s javnošću, Liderstvo, Poslovno komuniciranje i protokol, Engleski jezik, Međunarodni odnosi, Političke ideologije i stranke, Hrvatska vanjska politika, Lobiranje i Uvod u ekonomiju. 
Po završetku programa Političke akademije, odabrani pojedinci nastavljaju svoje cjeloživotno obrazovanje na drugom, višem stupnju, nazvanom Politička akademija PLUS. Ovaj program nudi dublja aplikativna znanja i složenije vještine političke komunikacije. 

## Mladi u politici i Žene u politici i društvu
Program Mladi u politici podrazumijeva seriju seminara namijenjenih vodstvu Mladeži HDZ-a, a specijalizirani program Žene u politici i društvu podrazumijeva cjeloživotno obrazovanje žena koji je završilo 32 žene u dva ciklusa. 
Program Žene u politici i društvu odnosi se na cjeloživotno političko obrazovanja sa ženama kao ciljnom skupinom. Radi se o specifičnim iskustvima, znanjima, vještinama i alatima objedinjenima u ovaj međunarodni program. Projekt je završilo 32 žene u dva ciklusa.

## Poveznice
- Hrvatska demokratska zajednica
- Franjo Tuđman
- Mladež Hrvatske demokratske zajednice
- Zaklada

## Vanjske poveznice
http://www.zhdz.hr Zaklada hrvatskog državnog zavjeta - službene stranice